# Dao Bandon
Dao Bandon (Thai ดาว บ้านดอน, RTGS-Umschrift Daw Barndon; * 4. Januar 1947 in Amphoe Mueang Yasothon, Provinz Yasothon, Thailand) ist ein thailändischer Mor-Lam- und Luk-Thung-Sänger, Songwriter und Musikproduzent.

## Leben
Bandons Geburtsname ist Tiem Seksiri (เทียม เศิกศิริ), sein Rufname ist Dao.
1972 produzierte er beim KrungThai-Label populäre Musik, darunter das Album Khon Kee Lang Kway (คนขี่หลังควาย).
Nach 1990 war er unter anderem Entdecker der Superstars Jintara Poonlarp, Somjit Borthong, Monkaen Kaenkoon und Honey Sri-Isan.
1998 produzierte Dao Bandon zusammen mit Jintara Poonlarp die Single Rak Salai Dok Fai Ban über Sänger, die Popstars werden wollen.

## Alben (Auswahl)

### Studioalben
- 1970: Khon Khee Lang Kway

### Weitere Lieder

#### Songwriting
- Jao Bao Hai (Jintara Poonlarp)
- Rak Salai Dok Fai Ban (Jintara Poonlarp)
- Covid Ma Namta Lai (Jintara Poonlarp)[8]
- Nam Ta Loan Bon Tee Non (Honey Sri-Isan)
- Kulab Daeng (Somjit Borthong)